# Goezia ascaroides
Goezia ascaroides är en rundmaskart. Goezia ascaroides ingår i släktet Goezia och familjen Anisakidae. Inga underarter finns listade i Catalogue of Life.